# Guillaume Namy

a Compétitions nationales et continentales officielles uniquement.

b Matchs officiels uniquement.
Dernière mise à jour le 18 mars 2025.
Guillaume Namy, né le 3 avril 1989 à Céret (Pyrénées-Orientales), est un joueur de rugby à XV français qui évolue au poste d'ailier ou de centre. Il effectue la majorité de sa carrière professionnelle avec le CA Brive, avant de terminer au RC Narbonne.

## Biographie
Originaire de Thuir dans les Pyrénées-Orientales, Guillaume Namy est formé dans un premier temps avec l'USA Perpignan, avant de rejoindre le CA Brive. Avec le club briviste, il est sacré Champion de France espoirs en 2008-2009, saison où il fait également ses débuts avec l'équipe professionnelle.
Souvent blessé lors de ses premières saisons en Corrèze, il obtient un temps de jeu régulier qu'à partir de la relégation du club en Pro D2 en 2012,. Il est titulaire lors de la finale d'accession que son équipe remporte face à la Section paloise en mai 2013,.
Il joue un total de 166 matchs avec le CA Brive, entre 2008 et 2020, date à laquelle il voit son contrat ne pas être renouvelé,.
Il s'engage ensuite avec le RC Narbonne en Nationale (troisième division),. Parallèlement à sa signature avec le club audois, il commence des études de kinésithérapeute. Au terme de sa première saison à Narbonne, son club parvient jusqu'en finale de la compétition, où il s'incline face à l'US bressane, et accède donc à la Pro D2. Guillaume Namy joue alors une dernière saison au second échelon national, avant d'arrêter sa carrière professionnelle à l'âge de 33 ans.
Il poursuit toutefois la pratique du rugby avec le SC Leucate en Fédérale 2,. 

## Palmarès
- Vainqueur du Championnat de France espoirs 2009 avec le CA Brive.
- Vainqueur de la finale d'accession en 2013 avec le CA Brive.
- Finaliste de Pro D2 en 2019 avec le CA Brive.
- Vainqueur du barrage d'accession en 2019 avec le CA Brive.
- Finaliste de Nationale en 2021 avec le RC Narbonne.